# Kerstin Knüpfer
Kerstin Knüpfer, verh. Mühlner (* 12. April 1963 in Zwickau) ist eine ehemalige deutsche Handballspielerin.
Sie spielte beim BSV Sachsen Zwickau, SC Leipzig und dem VfB Leipzig und errang mit diesen Vereinen nationale und internationale Titel.
Sie bestritt 210 Länderspiele für die Frauen-Handballnationalmannschaft der DDR und die deutsche Frauen-Handballnationalmannschaft, in denen sie 426 Tore warf. Sie wurde mit der DDR-Auswahl Dritte bei der Weltmeisterschaft 1990. Mit dem deutschen Team belegte sie den vierten Platz bei Olympia 1992 und gewann die Silbermedaille bei der Europameisterschaft 1994.
Kerstin Knüpfer studierte nach dem Abitur an der Deutschen Hochschule für Körperkultur in Leipzig Sport.
Ihre Tochter Maxi Mühlner läuft in der Handball-Bundesliga auf. Ihr Ehemann Frank Mühlner spielte ebenfalls Handball und war in der 2. Bundesliga als Trainer tätig.

## Erfolge
- Olympiavierte bei den Olympischen Sommerspielen in Barcelona 1992
- Weltmeisterschaft 1990 3. Platz
- Vizeweltmeisterin der Juniorinnen 1983
- Vizeeuropameisterin 1994
- Europa-Cup Siegerin 1986 und 1992
- Pokalsiegerin 1983, 1987, 1996
- DDR-Meisterin 1988, 1994, 1991
- Deutsche Meisterin 1998
- Ehrenmedaille der Stadt Leipzig
- Osgar-Preisträgerin 1998